# Меллістеська сільська рада
Ме́ллістеська сільська рада (ест. Melliste külanõukogu, рос. Меллистеский сельский совет) — сільська рада в Естонській РСР, адміністративно-територіальна одиниця в складі повіту Тартумаа (1945—1950) та Тартуського району (1950—1954).

## Населені пункти
Сільській раді підпорядковувалися населені пункти:
села: Меллісте (Melliste), Пійрі (Piiri), Мялетьярве (Mäletjärve), Ору (Oru), Виру (Võru), Метсанурґа (Metsanurga), Вана-Кастре (Vana-Kastre), Саракусте (Sarakuste);
поселення: Пока (Poka asundus), Кааґвере (Kaagvere asundus).

## Історія
13 вересня 1945 року на території волості Мякса в Тартуському повіті утворена Меллістеська сільська рада з центром у селі Меллісте. Головою сільської ради обраний Аугуст Сонґісепп (August Songisepp), секретарем — Гінґе Ілвес (Hinge Ilves).
26 вересня 1950 року, після скасування в Естонській РСР повітового та волосного поділу, сільська рада ввійшла до складу новоутвореного Тартуського сільського району.
17 червня 1954 року в процесі укрупнення сільських рад Естонської РСР Меллістеська сільська рада ліквідована. Її територія склала західну частину Мяксаської сільської ради.